# الدوري الأوغندي الممتاز
الدوري الأوغندي الممتاز لكرة القدم هي مسابقة كرة القدم بين أندية أوغندا .
البطل الحالي هو كامبالا سيتي.